# Wolf’s Lair Abyss
A Wolf's Lair Abyss a norvég black metal együttes Mayhem második középlemeze, egyben a harmadik stúdióalbuma. 1997. november 3-án adta ki a Misanthropy Records kiadó. Az együttes weboldalán található információk szerint ez az album az ezt követő, Grand Declaration of War nagylemez első része. Az album utolsó dalának, a "Symbols of Bloodswords"-nak fő riffje megegyezik az utódján található "A Grand Declaration of War" és "View from Nihil (Part II)" egyik riffjével.
A Wolf's Lair Abyss az első kiadványa a Mayhemnek a gitáros, Euronymous halála és egyben a zenekar feloszlása, majd újjáalakulása után. A De Mysteriis Dom Sathanas megjelenése után körülbelül egy évvel, 1995-ben új felállással alakult újjá az együttes, amelyben Maniac énekelt, Blasphemer gitározott, Necrobutcher basszusgitározott és Hellhammer dobolt. Ez a felállás nem változott az album kiadásáig.
Az albumon változott a zenekar stílusa, egy technikásabb, komplexebb irány felé. Az énekes, Maniac stílusa megosztja a közönséget szokatlan, magas károgásával.

## Számlista
Az összes szám szerzője Mayhem. 
| #  | Cím                                   | Hossz |
| -- | ------------------------------------- | ----- |
| 1. | The Vortex Void of Inhumanity (Intro) | 2:21  |
| 2. | I Am Thy Labyrinth                    | 5:26  |
| 3. | Fall of Seraphs                       | 6:02  |
| 4. | Ancient Skin                          | 5:28  |
| 5. | Symbols of Bloodswords                | 5:24  |

## Közreműködők

### Zenekar
- Sven Erik Kristiansen (Maniac) – ének
- Rune Eriksen (Blasphemer) – gitár
- Jørn Stubberud (Necrobutcher) – basszusgitár
- Jan Axel Blomberg (Hellhammer) – dobok

### Produkció
- Produceri munkákat végezte Krystoffer Rygg
- Keverte és maszterelte a Mayhem zenekar